# Meteorologiåret 1872

## Händelser

### Februari
- 12 februari – Flera snöstormar drabbar Minnesota, USA. Sex personer dödas bara i Meaker County [1].
- 13 februari – En snöstorm begraver Sibley County i Minnesota, USA, och flera personer saknas [1].

### April
- 1 april - Danmarks Meteorologiske Institut bildas [2].

### Maj
- 13 maj – En hagelstorm härjar i Sibley County i Minnesota, USA [3].

### November
- 12-14 november - Stormfloden 1872 härjar [4].

### Okänt datum
- Robert Angus Smith från Storbritannien blir först med ordet "sur nederbörd" [5].
- Det norske meteorologiske institutt har nu fem anställda [5].

## Födda
- 8 april – Alfred H. Thiessen, amerikansk meteorolog
- 1 december – Inigo Owen Jones, australisk meteorolog.

### Fotnoter
1. 1 2  ”Arkiverade kopian”. Arkiverad från originalet den 26 juli 2010. https://web.archive.org/web/20100726102650/http://www.climate.umn.edu/pdf/day_in_weather_history/february_wx_history.pdf. Läst 16 februari 2011.
2. ↑  DMI
3. ↑  ”Arkiverade kopian”. Arkiverad från originalet den 16 juli 2010. https://web.archive.org/web/20100716103814/http://www.climate.umn.edu/pdf/day_in_weather_history/may_wx_history.pdf. Läst 16 februari 2011.
4. ↑  SMHI
5. 1 2  MET